# Mesa de San José
Mesa de San José är en ort i Mexiko.   Den ligger i kommunen Guadalupe y Calvo och delstaten Chihuahua, i den nordvästra delen av landet, 1 100 km nordväst om huvudstaden Mexico City. Mesa de San José ligger 2 349 meter över havet och antalet invånare är 302.
Terrängen runt Mesa de San José är huvudsakligen kuperad, men den allra närmaste omgivningen är platt. Runt Mesa de San José är det mycket glesbefolkat, med 6 invånare per kvadratkilometer. Närmaste större samhälle är Guadalupe y Calvo, 13,8 km norr om Mesa de San José. I omgivningarna runt Mesa de San José växer huvudsakligen savannskog.